# Almanetta sarda
Almanetta sarda är en insektsart som beskrevs av Alexander Fyodorovich Emeljanov 1999. Almanetta sarda ingår i släktet Almanetta och familjen Dictyopharidae. Inga underarter finns listade i Catalogue of Life.